# Уманья, Майкл
Майкл Ума́нья Корра́лес (исп. Míchael Umaña Corrales; 16 июля 1982, кантон Санта-Ана, Коста-Рика) — коста-риканский футболист, игравший на позиции защитника. Выступал за сборную Коста-Рики. Участник Олимпийских игр 2004 года в Афинах, а также чемпионатов мира 2006 и 2014 годов.

## Клубная карьера
Уманья начал карьеру, выступая за клубы «Кармелита» и «Эредиано». В 2005 году он принял предложение американского «Лос-Анджелес Гэлакси» и переехал в США. За полгода проведённые в клубе Майкл выиграл Кубок Ламар Ханта и помог новой команде стать чемпионом MLS. Вскоре он вернулся на родину, где один сезон выступал за «Брухас», а затем во второй раз подписал контракт с «Эредиано». В 2007 году Уманья перешёл в «Либерия Мия», за который выступал на протяжении трёх сезонов.
В 2010 году Майкл вновь оказался в MLS, его новым клубом стал «Чивас США». 27 марта в матче против «Колорадо Рэпидз» он дебютировал за новый клуб. 26 июня 2011 года в поединке против «Филадельфия Юнион» Уманья забил свой первый гол за команду. Сезоне 2012/2013 Майкл отыграл за гватемальский «Комуникасьонес», после чего вернулся на родину. Летом 2013 года он подписал контракт с «Саприссой». 14 февраля в матче против «Картахинеса» Уманья дебютировал за новую команду. 24 февраля в поединке против «Лимона» он забил свой первый гол за клуб. По окончании сезона Майкл помог «Саприссе» завоевать Кубок Коста-Рики.
В 2014 году после чемпионата мира в Бразилии Уманья подписал контракт с иранским клубом «Персеполис». 25 августа в матче против «Падидеха» он дебютировал в чемпионате Ирана.
В июле 2016 года Уманья вернулся в Коста-Рику, в один из своих прежних клубов «Мунисипаль Либерия».
В сентябре 2016 года Уманья перешёл в «Алахуэленсе». 18 сентября в матче против «Сантос де Гуапилес» он дебютировал за новую команду. 26 февраля 2017 года в поединке против «Сантос де Гуапилес» Майкл забил свой первый гол за «Алахуэленсе». Летом 2017 года Уманья перешёл в «Картахинес». 30 июля в матче против «Универсидад де Коста-Рика» он дебютировал за новую команду. Сыграв всего три матча Майкл принял предложение иранского «Парс Джонуби». 28 сентября в матче против «Падиде» он дебютировал за новый клуб. 2 ноября в поединке против «Сепидруда» Майкл забил свой первый гол за «Парс Джонуби».
В январе 2018 года Уманья вернулся в «Картахинес».
В мае 2018 года Уманья подписал контракт с гватемальским «Комуникасьонес».

## Международная карьера
16 февраля 2005 года в матче против сборной Эквадора Уманья дебютировал за сборную Коста-Рики. В 2004 году в составе сборной страны Майкл поехал на Олимпийские игры в Афинах. На турнире он сыграл в матчах против команд Марокко, Ирака, Португалии, Аргентины и помог команде дойти до 1/4 финала. В том же году он принял участие в Кубка Америки в Перу. На этом турнире Уманья был запасным и не сыграл ни минуты.
В 2005 году Майкл впервые поехал с национальной командой на Золотой кубок КОНКАКАФ в США. Он принял участие в четырёх встречах турнира против сборных Канады, Кубы, США и Гондураса. В 2006 году Микаэль попал в заявку сборной на Чемпионат мира в Германии. На турнире он сыграл в поединках против сборных Германии, Эквадора и Польши.
В 2007 году Уманья вновь отправился на розыгрыш Золотого кубка КОНКАКАФ. На турнире он сыграл в матчах против команд Канады, Гаити и Гваделупы.
В 2013 году Майкл в третий раз выступил на Золотом кубке КОНКАКАФ. На турнире он сыграл в поединках против команд Гондураса, США и Белиза. В том же году в составе сборной Уманья стал обладателем Центральноамериканского кубка. 27 марта 2013 года во встрече отборочного раунда Чемпионата мира в Бразилии против сборной Ямайки Майкл забил свой первый гол за национальную команду.
В 2014 году Майкл был включен в заявку сборной на участие в чемпионате мира в Бразилии. На турнире он сыграл в матчах против сборных Уругвая, Италии, Греции и Нидерландов.
В 2015 году Уманья в четвёртый раз выступил на Золотом кубке КОНКАКАФ. На турнире он сыграл в поединке против команд Сальвадора.
В 2016 году Майкл попал в заявку на Кубок Америки в США. На турнире он был запасным и на поле не вышел. В 2017 году Уманья стал бронзовым призёром Золотого кубка КОНКАКАФ. На турнире он сыграл в матче против сборных Французской Гвианы.
В 2017 году Уманья стал бронзовым призёром Золотого кубка КОНКАКАФ. На турнире он сыграл в матче против сборных Французской Гвианы.

### Голы за сборную Коста-Рики
| #   | Дата          | Место                                      | Противник | Счёт | Результат | Соревнование                             |
| --- | ------------- | ------------------------------------------ | --------- | ---- | --------- | ---------------------------------------- |
| 01. | 27 марта 2013 | Национальный стадион, Сан-Хосе, Коста-Рика | Ямайка    | 1:0  | 2:0       | Чемпионата мира 2014 (отборочный турнир) |

## Достижения
Командные
 «Лос-Анджелес Гэлакси»
- MLS — 2005
- Обладатель Кубка Ламара Ханта — 2005

 «Депортиво Саприсса»
- Обладатель Кубка Коста-Рики — 2013

Международные
 Коста-Рика
- Центральноамериканский кубок — 2013
- Золотой кубок КОНКАКАФ — 2017